# Aponychus sulcatus
Aponychus sulcatus är en spindeldjursart som beskrevs av Mohammad Nazeer Chaudhri 1972. Aponychus sulcatus ingår i släktet Aponychus och familjen Tetranychidae. Inga underarter finns listade i Catalogue of Life.